# Barbarea macrocarpa
Barbarea macrocarpa ist eine Pflanzenart in der Familie der Kreuzblütengewächse (Brassicaceae). Sie kommt im Libanon und Syrien vor.

## Beschreibung
Barbarea macrocarpa ist eine ausdauernde krautige Pflanze mit deutlichen, verholzenden Stängeln, die Reste der Blattstiele aus der vorhergegangenen Wachstumsperiode tragen. Die Laubblätter sind sowohl in grundständigen Rosetten als auch am Stängel verteilt angeordnet. Die grundständigen Blätter sind leierförmig mit beträchtlich vergrößertem Endblättchen gestaltet und setzen an den Stängeln geöhrt an. Die gestielten, etwas ledrigen Stängelblätter sind kammförmig bis fiederschnittig angeordnet.
Es werden sich windende, traubige Blütenstände entwickelt. Die zwittrigen Blüten sind vierzählig. Die vier freien Kronblätter sind leuchtend gelb. Der Griffel trägt eine schmälere, winzige Narbe.
Die zusammengedrückten, linealischen, zur Spitze hin allmählich sich verengenden Schotenfrüchte werden (selten 2,5 bis) 4 bis 6 Zentimeter lang. Sie besitzen – verglichen mit der Schote – mehr als etwa halb so starke Stiele und enden in einem bis 3 Millimeter langen Fruchtgriffel. Die grob netzartigen, einreihig angelegten Samen sind dunkelrötlichbraun bis schwärzlich gefärbt.

## Systematik
Diese Art wurde 1849 als Nasturtium macrocarpum durch Pierre Edmond Boissier in Diagnoses Plantarum Orientalium novarum, Lipsiae (= Leipzig), ser. 1, 8, S. 18 erstbeschrieben. Sie wurde 1970 als Rorippa macrocarpa Mouterde in die Gattung Sumpfkressen (Rorippa Scop.) und 1983 als Ceriosperma macrocarpa (Boiss.) Greuter & Burdet in die Gattung Ceriosperma gestellt. Zuletzt transferierten 2000 Ihsan Ali Al-Shehbaz und Fernand Jacquemoud in Candollea, Organe du Conservatoire et du Jardin Botaniques de la Ville de Genève, Band 55 (1), S. 202 diese Art als Barbarea macrocarpa (Boiss.) Al-Shehbaz & Jacquemoud in die Gattung Barbarakräuter (Barbarea W.T.Aiton).